# Zola Taylor
Zola Mae Taylor-Lymon, nota come Zola Taylor (Los Angeles, 17 marzo 1938 – Riverside, 30 aprile 2007), è stata una cantante statunitense.

## Carriera
Zola Taylor è stata una componente del gruppo The Platters dal 1954 fino al 1962, anno in cui venne sostituita dalla cantante Barbara Randolph. Venne scoperta dal produttore Buck Ram durante un'esibizione del gruppo femminile the Queen di cui Zola Taylor faceva parte e che la incluse nei Platters per dar modo alla formazione vocale di distinguersi dagli altri gruppi presenti sulla scena pop-rock del periodo. Ne divenne uno dei punti di forza e in quegli anni The Platters ottennero sette Top Ten e quattro No1 nelle classifiche di vendita statunitensi. È stata la seconda delle tre mogli del cantante e compositore Frankie Lymon.
Nel film Why Do Fools Fall in Love - Un ragazzo di talento (1998), il ruolo di Zola Taylor è stato interpretato dall'attrice Halle Berry.

## Morte
Zola Taylor muore a Riverside in California, all'età di 69 anni a causa di una polmonite.